# Ísis Valéria Gomes
Ísis Valéria Gomes, är en brasiliansk barnboksförfattare. Hon är också sedan 1976 ordförande för den brasilianska sektionen av IBBY. Hon har en konstexamen från  PUC-Rio (Pontifícia Universidade Católica). Hon arbetade genom FN i Moçambique under åren 1994-2004. Valéria Gomes var en av de brasilianare som medverkade vid 2014 års upplaga av Bokmässan i Göteborg.